# Vladimir Kara-Mourza (1959-2019)
Vladimir Kara-Mourza est un journaliste et opposant russe né en 1959 et mort en 2019. Il est le père de Vladimir Kara-Mourza.

## Biographie
Né en 1959, il travaille pour la chaîne privée TV5 jusqu'à sa fermeture en 2002, chaîne pour laquelle il travaillait à partir de 1993, après avoir quitté la Télévision publique russe. Il présente ensuite de 2005 à 2019 sa propre émission sur Radio Free Europe/Radio Liberty. Sa mort est annoncée le 28 juillet 2019 par son fils Vladimir Kara-Mourza.